# Fulgence
Fulgence ist ein männlicher Vorname. Er ist die französische Form des lateinischen Namens Fulgentius mit der Bedeutung „der Leuchtende“.

## Bekannte Namensträger
- Fulgence Bienvenüe (1852–1936), Chefingenieur des Pariser Brücken- und Straßenbauamts, „Vater“ der Pariser Métro
- Fulgence Fresnel (1795–1855), französischer Orientalist und Diplomat
- Fulgence Werner Le Roy (1924–2017), belgischer Benediktiner und römisch-katholischer Abtbischof
- Fulgence Muteba Mugalu (* 1962), kongolesischer Geistlicher und römisch-katholischer Erzbischof von Lubumbashi
- Fulgence Ouedraogo (* 1986), französischer Rugbyspieler
- Fulgence Rabemahafaly (* 1951), madegassischer Geistlicher, römisch-katholischer Erzbischof von Fianarantsoa
- Fulgence Rabeony (* 1945), madegassischer Geistlicher, römisch-katholischer Erzbischof von Toliara
- Fulgence Raymond (1844–1910), französischer Neurologe